# Marie-Louise de Rohan
Marie-Louise-Geneviève de Rohan (Paris, 7 janvier 1720 – Ratisbonne, 4 mars 1803), également connue sous le nom de Madame de Marsan, est une aristocrate française. Elle fut la gouvernante de Louis XVI et de ses frères et sœurs. Elle est duchesse de Joyeuse.

## Biographie
Marie-Louise est la seule fille de Jules-François-Louis de Rohan, prince de Soubise et d'Anne-Julie-Adélaïde de Melun. Ses frères sont :
- Charles de Rohan (16 juillet 1715–4 juillet 1787), duc de Rohan-Rohan, prince de Soubise, ami de Louis XV et père de Charlotte, princesse de Condé ;
- François-Armand-Auguste de Rohan (1er décembre 1717–28 juin 1758), cardinal de Soubise, prince de Tournon ;
- François-Auguste de Rohan (16 septembre 1721–6 août 1736), comte de Tournon ;
- René de Rohan (26 juillet 1723–7 février 1743), abbé de Luxeuil.

Après la mort de ses parents de la petite vérole en 1724 à Paris, ses frères et elle partent vivre à Versailles avec leur oncle, Hercule-Mériadec de Rohan, prince de Guéméné.
Le 7 juin 1736, alors qu'elle est encore mineure et sous tutelle, Marie-Louise, baronne de Belvoir, comtesse de Walhain (Belgique), arrière-petite-fille de Charles IV de Lorraine et de Béatrix de Cusance, signe son contrat de mariage avec Gaston de Lorraine, comte de Marsan (1721-1743). Le mariage est célébré dans la chapelle de l'hôtel de Mayenne par son grand-oncle, le cardinal de Soubise. Son mari est le frère de Louise-Henriette-Gabrielle de Lorraine, épouse du duc de Bouillon. Alors qu'elle n'a que vingt-trois ans, Marie-Louise perd son époux, atteint par la petite vérole, il est emporté peu après ses propres parents. Par la suite, elle mène une vie pieuse et retirée. Le couple n'eut pas d'enfant survivant.
Veuve, la rumeur dit qu'elle eut pour amant Louis-Guillaume Le Monnier, le médecin de Louis XV.

### Gouvernante des enfants de France
Depuis 1727, la charge de gouvernante des enfants royaux est occupée par un membre féminin de la famille de Madame de Marsan. Son arrière-grand-mère, Charlotte de La Mothe-Houdancourt dite « Madame de Ventadour », était la gouvernante des enfants de Louis de France, duc de Bourgogne, de Louis XV, puis des enfants de Louis XV. En 1735, Madame de Ventadour démissionne de sa charge qui va à la tante de Madame de Marsan, Marie-Isabelle de Rohan (1699-1754 ), duchesse de Tallard.
Lorsque Madame de Tallard meurt en 1754, Marie-Louise est nommée à la charge qu'occupait sa tante et prend soin de l'éducation des dix enfants de Louis XV. Veuve et sans enfants, Madame de Marsan reste gouvernante pendant vingt-deux ans et éduque le futur Louis XVI et ses frères et sœurs. Son préféré est le comte de Provence qui, en retour, l'appelle « ma chère petite chère amie ». Le duc de Berry, futur Louis XVI, ne la porte jamais vraiment dans son cœur et, une fois sacré roi, il refusera toujours d'assister aux fêtes qu'elle organise pour la famille royale. 
À partir de 1763, lorsque le comte d'Artois, âgé de sept ans, « passe aux hommes », Marie-Louise se consacre à l'éducation de Clotilde et Élisabeth de France, les deux dernières enfants de la fratrie, à qui elle entend donner une éducation complète, telle qu'en reçoivent les garçons, chose novatrice pour l'époque. Grâce à son appui, son amie Marie-Thérèse de La Ferté-Imbault, fille de Madame Geoffrin, devient préceptrice de philosophie des deux princesses. Marie-Louise abandonne en 1771 l'éducation de Madame Élisabeth, fillette rebelle et colérique, à deux sous-gouvernantes, Mmes de Mackau et d'Aumale, afin de se consacrer à Madame Clotilde, jeune fille docile et studieuse, mais pourvue d'un physique ingrat (les courtisans la surnomment « Gros Madame »), qui est fiancée à Charles-Emmanuel IV de Savoie et deviendra reine de Piémont-Sardaigne. 
En 1775, Marie-Louise accompagne Madame Clotilde en Savoie lorsque celle-ci se marie. À son retour, le couple royal, Louis XVI et Marie-Antoinette, n'a pas encore d'enfants, Marie-Louise n'a plus la responsabilité que de Madame Élisabeth, qui ne l'aime guère et lui préfère Mme de Mackau. Elle conserve sa charge de gouvernante jusqu'en 1776, période à laquelle un certain nombre de nobles quitte la Cour en raison du dédain qu'éprouve Marie-Antoinette pour l'étiquette formelle alors en vigueur. Marie-Louise quitte sa charge en faveur de sa nièce, la princesse de Guéméné, la femme d'Henri-Louis-Marie de Rohan, prince de Rohan-Guéméné. 
En 1777, Marie-Louise use de son influence auprès de Louis XVI pour que son cousin le cardinal Louis-René de Rohan soit nommé Grand aumônier de France. En 1785, elle est touchée par la disgrâce de celui-ci à la suite de l'affaire du collier de la reine.
Elle réside longtemps dans le Pavillon de Marsan, qui a reçu son nom, l'un des pavillons du Palais des Tuileries et aujourd'hui du Palais du Louvre. En 1786, elle vend des biens, dont la baronnie et le château de Joyeuse à Cérice de Vogüé pour 100 000 livres en 1788.
En 1789, au début de la Révolution française, Marie-Louise quitte la France. Elle laisse derrière elle son hôtel particulier de la rue Neuve-Saint-Augustin à Paris. Elle meurt en exil à Ratisbonne à l'âge de 83 ans.

## Titres et honneurs
- Mademoiselle de Soubise (7 janvier 1720 - 4 juin 1736)
- Madame la comtesse de Marsan (4 juin 1736 - 2 mai 1743)
- Madame la comtesse douairière de Marsan (2 mai 1743 - 4 mars 1803)